# Альциона (альманах)
«Альцио́на» — альманах, выходивший в Санкт-Петербурге с 1831 по 1833 год.

## История
Альманах выходил в Санкт-Петербурге в 1831—1833 гг. Всего вышло 3 книги.
Издавал альманах русский писатель и поэт Е. Ф. Розен.
Альманах состоял из двух разделов: Проза и Стихи.
Были напечатаны произведения: Е. А. Баратынского, Вердеревского, П. А. Вяземского, Ф. Н. Глинки, Н. И. Гнедича, Н. И. Греча, М. Д. Деларю, Ивельева, В. И. Карлгофа, И. Левшина, Манасеина, А. И. Подолинского, Е. Ф. Розена, Романовича, А. Г. Ротчева, Сиянова, О. М. Сомова, Трилунного (Д. Ю. Струйского), В. И. Туманского, С. П. Шевырёва, В. Н. Щастного, Н. М. Языкова, Л. А. Якубовича.
Интерес представляют статья П. А. Вяземского «О нашей старой комедии» (1833), произведение А. С. Пушкина «Пир во время чумы» (1832) и А. Марлинского «Военный антикварий» (1832).